# 19XX (テレビ番組)
『19XX』（ナインティーン・ダブル・エックス）は、1990年10月9日から1991年9月24日までフジテレビの深夜番組放送枠『JOCX-TV2』内で放送された音楽番組である。放送時間は毎週火曜 1:10 - 1:40（月曜深夜、JST）。

## 概要
毎回ある年号に着目し、その年を思い起こさせる数曲の歌謡曲をビデオクリップとともにひたすら流すという番組だった。週1回30分の放送で、司会者もゲストも登場しなかった。この方式は、NHKで放送されていたフィラー『映像散歩』内の「MUSIC BOX」に類似する。
オープニングテーマ及びエンディングテーマは、カーペンターズの「Yesterday Once More」。
ビートたけしが『北野ファンクラブ』内で当番組を「イチキュウバツバツ」と紹介した事があったので、一部の人に間違えて番組タイトルを覚えられてしまった事がある（ただし北野ファンクラブ内では、テロップで正しい読み方を表記していた）。

## 歴史
この番組の前身は、1990年1月1日の午前1時から午前6時までの5時間にわたり、「1984年」から「1966年」までの年代を遡りながら歌謡曲を流していくという内容で放送された特番『僕たちの懐かしのメロディー』であった。なお、この特番でのオープニングテーマは、ザ・スパイダースの『あの時君は若かった』であった。
『19XX』は、上記の特番が好評だったために、週1回のレギュラー放送化されたものである。第1回放送は1972年、第2回放送は1980年、第3回は1976年、第4回は1969年と、放映される年号はランダムであった。
番組の放送期間が1990年から1991年までの間だったためか、レギュラー放送においては「1989年」までの紹介だった。一番遡った年の特集は、1990年10月30日放送の「1969年」。番組放送開始時は、「1969年」から「1989年」までの邦楽だけを特集していたが、これが終了すると洋楽も含まれたシリーズがスタートした。
歌とともに流れるビデオクリップは、当時の本人が歌っている映像、又はその年に起きた事件・世相等の映像だった。
本人が歌っている映像は、『ミュージックフェア』や『ニューミュージックスペシャル』、『歌うロマンスタジオ』といった当時フジテレビで放送されていた音楽番組のVTRが使われた他、ミュージシャンのプロモーションビデオやライブビデオなどがそのまま流されることもあった。
また、事件・世相等の映像は、当時のニュース映像に、当時の新聞、流行った玩具・書籍、その年の物故者などの資料を映し込み、曲の章節に合わせる画像の切り替え等、編集にも配慮されていた。
視聴率は当時深夜放送としてはかなり高い数字とされた4%台を記録、本番組の直前の枠（24:40 - 25:10）で放送されていた『カノッサの屈辱』と並んでヒット番組となったことで、放送するフジテレビも「びっくり」と伝えられている。番組放送期間中の1991年1月1日に、午前2時から午前6時まで再度特番が放送された。
また、番組の放送が終了してから9年以上経った後の2001年1月1日には、『僕たちの懐かしのメロディー 19XX〜20XX』という特番が午前4時から午前7時まで放送された。この時には「1990年」から「2000年」までの映像も流された。
レギュラー放送終了直前の1991年8月8日には、同局の連続ドラマ『世にも奇妙な物語』内でこの番組のタイトルと全く同じ題名の『19XX』という作品が放送されたことがある。この作品では、同番組を軸に奇妙な世界が展開されていた。

## ネット局

### レギュラー版
ネット局の中には、制作局フジテレビでの放送が終了した1991年10月から放送を開始した局もあった。鹿児島テレビでは午前帯での放送であった。
| 放送対象地域   | 放送局                    | 系列                                         | 放送日時       | ネット状況                                                | 備考                                                                                                 |
| -------------- | ------------------------- | -------------------------------------------- | -------------- | --------------------------------------------------------- | --- |
| 関東広域圏     | フジテレビ（CX）          | フジテレビ系列                               | 制作局         | 火曜（月曜深夜）1:10 - 1:40                               | |
| 北海道         | 北海道文化放送（uhb）     | フジテレビ系列                               | 時差ネット     | 木曜（水曜深夜）0:40 - 1:10                               | |
| 宮城県         | 仙台放送（OX）            | フジテレビ系列                               | 時差ネット     | 土曜（金曜深夜）2:25 - 2:55                               | |
| 岩手県         | 岩手めんこいテレビ（mit） | フジテレビ系列                               | 遅れ時差ネット |                                                           | 1991年4月の 開局時から放送                                                                           |
| 秋田県         | 秋田テレビ（AKT）         | フジテレビ系列                               | 遅れ時差ネット | 土曜 18:30 - 19:00                                        | |
| 山形県         | 山形テレビ（YTS）         | フジテレビ系列                               | 遅れ時差ネット | 日曜（土曜深夜）2:05 - 2:35                               | 2か月遅れ。 1990年12月～ 1991年12月7日                                                               |
| 福島県         | 福島テレビ（FTV）         | フジテレビ系列                               | 遅れ時差ネット | 金曜（木曜深夜）0:30 - 1:00                               | |
| 長野県         | 長野放送（NBS）           | フジテレビ系列                               | 遅れ時差ネット | 水曜（火曜深夜）0:30 - 1:00                               | 1991年10月から放送                                                                                   |
| 静岡県         | テレビ静岡（SUT）         | フジテレビ系列                               | 時差ネット     | 木曜（水曜深夜）0:50 - 1:20                               | 1990年11月7日 放送開始                                                                               |
| 富山県         | 富山テレビ（BBT）         | フジテレビ系列                               | 時差ネット     | 火曜（月曜深夜）0:35 - 1:05                               | |
| 石川県         | 石川テレビ（ITC）         | フジテレビ系列                               | 時差ネット     | 火曜（月曜深夜）2:05 - 2:35                               | |
| 福井県         | 福井テレビ（FTB）         | フジテレビ系列                               | 時差ネット     | 火曜（月曜深夜）1:00 - 1:30                               | |
| 中京広域圏     | 東海テレビ（THK）         | フジテレビ系列                               | 時差ネット     |                                                           | 同局自社編成の 深夜番組レーベル 『スーパー フライデー25』 枠内で放送。 不定期放送番組の 扱いだった。 |
| 近畿広域圏     | 関西テレビ（KTV）         | フジテレビ系列                               | 時差ネット     | 日曜（土曜深夜）2:45 - 3:15 ↓ 金曜（木曜深夜）1:00 - 1:30 | 1991年4月から 放送時間変更                                                                           |
| 島根県・鳥取県 | 山陰中央テレビ（TSK）     | フジテレビ系列                               | 遅れ時差ネット | 日曜 23:00 - 23:30                                        | 2か月遅れ。 1990年12月～ 1991年12月7日                                                               |
| 岡山県・香川県 | 岡山放送（OHK）           | フジテレビ系列                               | 時差ネット     | 木曜（水曜深夜）1:30 - 2:00                               | |
| 広島県         | テレビ新広島（tss）       | フジテレビ系列                               | 時差ネット     | 金曜（木曜深夜）0:50 - 1:20                               | |
| 熊本県         | テレビ熊本（TKU）         | フジテレビ系列                               | 時差ネット     | 火曜（月曜深夜）0:30 - 1:00                               | |
| 長崎県         | テレビ長崎（KTN）         | フジテレビ系列                               | 遅れ時差ネット | 金曜（木曜深夜）1:05 - 1:35                               | 1991年10月から                                                                                       |
| 大分県         | テレビ大分（TOS）         | フジテレビ系列 日本テレビ系列 テレビ朝日系列 | 遅れ時差ネット | 日曜（土曜深夜）0:00 - 0:30                               | 1991年10月から                                                                                       |
| 鹿児島県       | 鹿児島テレビ（KTS）       | フジテレビ系列 日本テレビ系列                | 遅れ時差ネット | 金曜（午前）10:25 - 10:50                                 | 1991年10月から                                                                                       |
| 高知県         | 高知放送（RKC）           | 日本テレビ系列                               | 遅れ時差ネット | 土曜 18:30 - 19:00                                        | |

## 放送内容

### 特別番組「僕たちの懐かしのメロディー」
1990年1月1日放送。

### 特別番組「僕たちの懐かしのメロディー 19XX〜20XX」
2001年1月1日放送。

## スタッフ

### 特別番組「僕たちの懐かしのメロディー」
- プロデューサー・演出：増田晴男、細川邦夫
- ディレクター：星護、西山仁、吉田岳人、寺島美津男、佐藤始郎
- 構成：玉井洌（現・玉井貴代志）
- VTR編集：永嶋晃、森武司
- 音響効果：張替正美、飯浜聡、小沢利之
- タイトル：富士巧芸社
- タイムキーパー：土田芳美
- 制作協力：共同テレビ
- 制作著作：フジテレビ

### レギュラー放送
- プロデューサー：増田晴男
- ディレクター：増當一也、野路滋
- VTR編集：高橋努、西勝隆行、スタッフ マイルストーン
- 音響効果：張替正美
- タイムキーパー：舟岡由紀、宮尾圭子
- 広報：森隆志
- 制作協力：社団法人日本音楽事業者協会、社団法人音楽制作者連盟
- 制作著作：フジテレビ